# Femyen-mynt
5-yen-myntet är ett mynt som används i Japan. Myntet är det enda japanska mynt som saknar arabiska siffror. Den nuvarande designen präglades för första gången 1959 med de japanska förenklade tecknen, Shinjitai. Myntet präglades också mellan 1949 och 1958 med den äldre formen av Shinjitai.
5-yensmynt har präglats sedan 1870. Yen hade då ett betydligt högre värde, varför mynten präglades i guld.

## Kulturellt

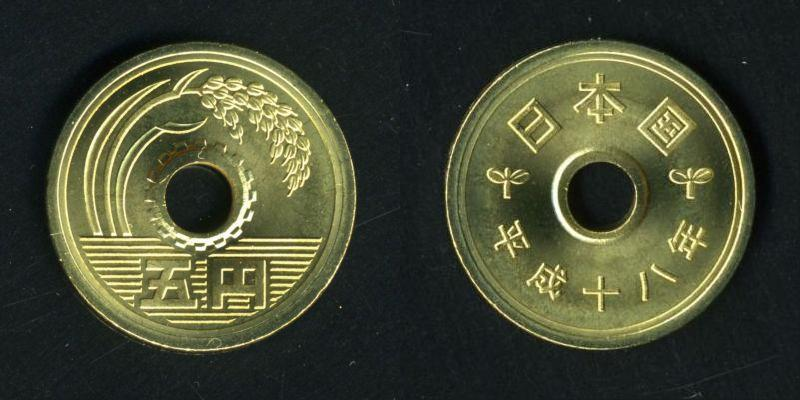
"5 yen" (vänstra bilden), "Japan, år heisei 18" (högra bilden)

Det japanska uttrycket "fem yen," go en (五円) är en homofon med go-en (御縁), där "en" är ordet för en tillfällig bekantskap och "go" är ett respektfullt prefix. Det har gjort att myntet kommit att användas som rituell offergåva vid shintotempel. Femyens-myntet läggs också gärna först i en ny plånbok, när den ska tas i användning. 

## Radioaktiv mätare
Fysikerna Masuchika Kohno och Yoshinobu Koizumi visade efter kärnkraftsolyckan vid Tokaimura 1999 hur myntet kan användas för att uppskatta neutronförekomsten genom att mäta myntets zink-isotoper. På det viset kunde myntet vara en indikator på strålningsspridningen..